# Ortodox templom (Komárom)
Az Istenszülő templomi bevezetésére szentelt révkomáromi ortodox templom (közismert nevén a Ráctemplom) a Nádor utcában található, a Kertész utca sarkán, a Kis-Duna hídjára vezető feljáró lábánál. A templom a Nádor utca 32. szám alatti, az ortodox egyházközség által 1904-ben emelt épület udvarán áll.

## Története
A templomot a rigómezei csata után a városban letelepedett szerbek (rácok) építették 1754-1756 között, barokk stílusban. A komáromi szerb egyházközség a legrégebbiek közé tartozott a történelmi Magyarországon (első pecsétjük 1511-ből származik, valószínűleg ekkor emelték első fatemplomukat is). Alapkövét Dionisije Novákovics budai szerb püspök rakta le és ő is szentelte fel 1756. október 10-én. Az 1763-as földrengésben ez a templom is megsérült, de a város többi templomához képest kisebb mértékben. A nyugati homlokzat elkészültével 1770-ben fejeződtek be az építkezések.
Jelenlegi formájában 1851-ben épült újjá, mivel tornya az 1848-as nagy komáromi tűzvészben teljesen leégett (többek között harangjai is leolvadtak). 1848 után a város gazdasági hanyatlásával sok szerb lakosa elköltözött, a megmaradtak is beolvadtak a magyar lakosságba, így a két világháború között már papja sem volt az egyházközségnek. 1877-ben a templom udvarán építette fel műtermét ifjabb Wittmann Nándor, a város első hivatásos fényképésze. A később lebontott épületet egészen 1948-ig műteremként használták. 1998-ban a templom és a parókia visszakerült az egyházközség tulajdonába. Vasár- és ünnepnapokon rendszeresen tartanak istentiszteleteket. A templom ekkor megtekinthető. Az istentiszteletek időpontjairól a www.komárno.pcotrnava.sk szlovák nyelvű web-lap Bohoslužby ablaka tájékoztat.

## Nevezetességek

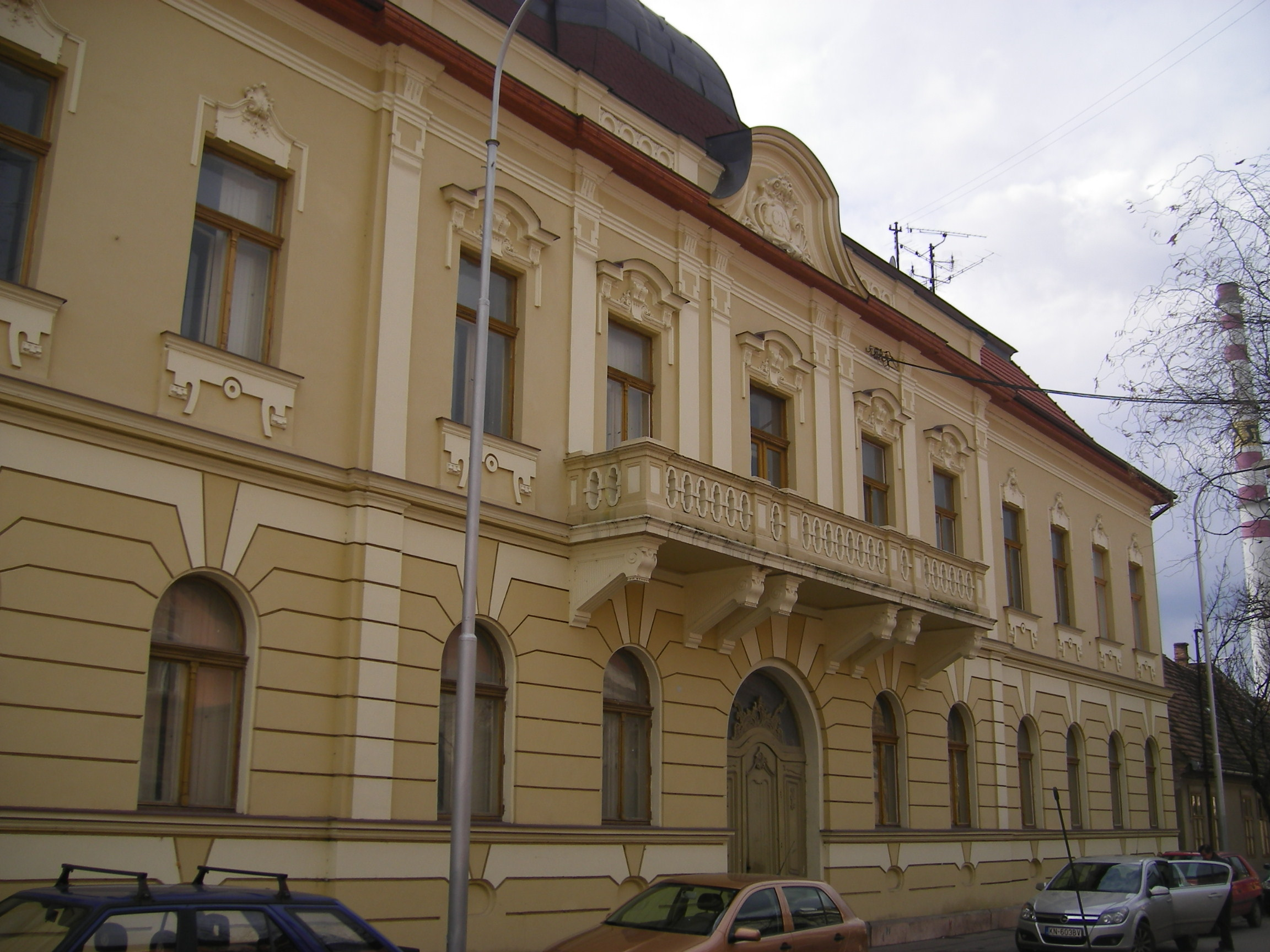
A Nádor utca felőli oldal

A templom értékes kegytárgygyűjteménnyel és gazdagon díszített rokokó ikonosztázzal rendelkezik. A falakat borító stallumok a majki kamalduli kolostorból származnak, melyeket 1785-ben, a kolostor feloszlatása után vásárolt meg az egyházközség. A Franz Xaver Seegen által készített fafaragványok a rendalapító Szt. Romuáld életét ábrázolják.
A templom oldalbejáratától balra látható Davidovics Pálnak, a komáromi vár főparancsnokának (1809-1814), valamint a sajkás fővajda Fehérváry László († 1743) síremléke. Davidovics síremlékét, melyet pajzzsal és címerrel ellátott ülő lovag alakja díszít, Dunaiszki Lőrinc szobrász készítette . Ide helyezték át 1974-ben, az ortodox temető megszüntetésekor Domonkos János (1768-1833) komáromi gabonakereskedő sírkövét is, akiről Jókai Mór az Aranyember alakját mintázta.